# Judie Tzuke
Judie Tzuke, ursprungligen Judie Myers, född 3 april 1956 i London, England, Storbritannien, är en brittisk singer/songwriter, musiker och sångerska.
Hennes familj flyttade på 1920-talet från Polen till England, och bytte då efternamn från Tzuke till Myers. När Judie Tzuke i mitten av 1970-talet fick igång sin sångkarriär valde hon att ändå ta familjens gamla efternamn.

## Diskografi
Studioalbum
- 1979 – Welcome to the Cruise
- 1980 – Sports Car
- 1981 – I Am the Phoenix
- 1982 – Shoot the Moon
- 1983 – Ritmo
- 1985 – The Cat Is Out
- 1989 – Turning Stones
- 1991 – Left Hand Talking
- 1992 – Wonderland
- 1996 – Under the Angels
- 1998 – Secret Agent
- 2001 – Queen Secret Keeper
- 2003 – The Beauty of Hindsight
- 2004 – The End of the Beginning
- 2007 – Songs 1
- 2008 – Songs 2
- 2010 – Moon on a Mirrorball
- 2011 – One Tree Less
- 2013 – Christmas with the Tzukettes
- 2013 – Song Club 2013
- 2017 – Peace Has Broken Out
- 2018 – Woman to Woman (med Beverley Craven och Julia Fordham)